# Чернолокня
Чернолокня (рос. Чернолокня) — присілок в Малоярославецькому районі Калузької області Російської Федерації.
Населення становить 20 осіб. Входить до складу муніципального утворення Село Головтєєво.

## Історія
Від 2004 року входить до складу муніципального утворення Село Головтєєво.

## Населення
| 2002 | 2010 |
| ---- | ---- |
| 4    | ↗20  |